# Hohenberg (Hohenberg-Krusemark)
Hohenberg ist ein Wohnplatz im Ortsteil Hohenberg-Krusemark der Gemeinde Hohenberg-Krusemark im Landkreis Stendal, Sachsen-Anhalt.

## Geografie
Hohenberg, eine Gutssiedlung, der südliche Teil des Ortsteils Hohenberg-Krusemark in der gleichnamigen Gemeinde, liegt etwa 15 Kilometer südöstlich von Osterburg (Altmark) am Balsamgraben in der Altmark. Der Elberadweg führt über einen Weg nach Schwarzholz, dem früheren Dorf Polkritz, in Richtung Norden.
Nachbarorte sind Krusemark, unmittelbar angrenzend im Süden, Bertkow und Schladen im Westen, sowie Schwarzholz im Nordosten.

## Geschichte

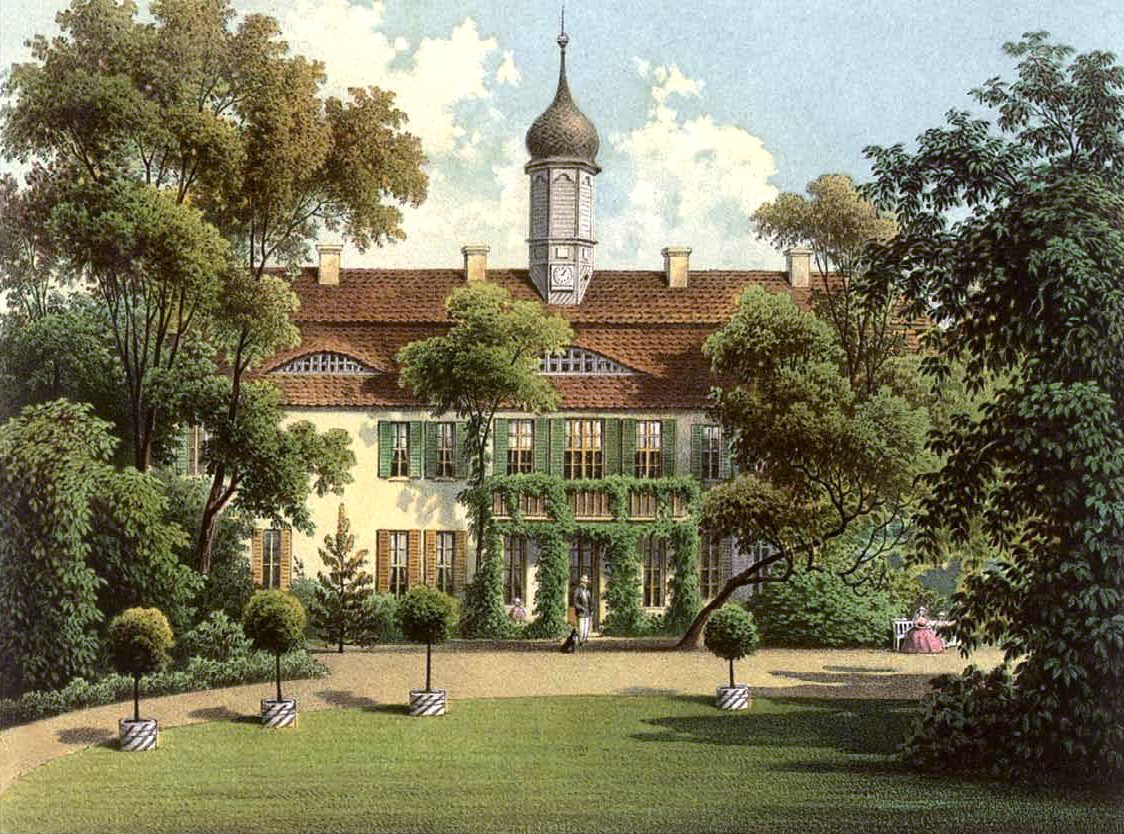
Schloss Hohenberg (Sammlung Duncker)

Im Landbuch der Altmark von 1427 wird der Ort als Hoenberge aufgeführt. Weitere Nennungen sind 1456 Dorf to homberge, 1506 to hemborch, 1608 Hemberge, 1687 Homberge, 1804 heißt es Dorf und Gut Hohenberg.
In den Visitationsabschieden von 1542 heißt es bei den Einnahmen der Pfarrei Krusemark: „eine Mark aus der Kapelle des Dorfes zu Hohenberg“, an anderer Stelle heißt es Hoenberg. Schon 1581 gab es jedoch keine Kirche mehr im Dorf. Reste von Fundamenten der Kapelle bestehen nicht mehr. Ernst Haetge schrieb 1938: „Auf dem Gutshof war der Oberteil eines spätromanischen Taufsteins aufgestellt und als Blumenbehälter verwendet worden. Der Taufstein ist jetzt wieder an seine alte Stelle in der Kirche in Krusemark gebracht worden.“
Die heutige Parkstraße erinnert an den Park mit Teich und Gutshaus in Hohenberg, die auf dem Messtischblatt aus dem Jahre 1882 gut zu erkennen sind. Die Gebäude des Rittergutes der Familie von Meyern-Hohenberg waren vor 1842 „neu und schön aufgebaut worden“. Zu Beginn den 20. Jahrhunderts war Hohenberg ein Ort „mit vornehmem Schloß, prachtvollem Park“. Davon ist nichts erhalten. Das Gutshaus ist zwischen 1945 und 1963 abgerissen worden.

### Herkunft des Ortsnamens
Der Name bezeichnet eine Erhebung im Niederungsgebiet der Wische.

## Eingemeindungen
Am 17. Oktober 1928 erfolgte die Zusammenlegung des Gutsbezirkes Hohenberg mit dem Gutsbezirk Krusemark und den Landgemeinden Hohenberg und Krusemark (alle im Landkreis Osterburg gelegen) zu einer Landgemeinde Hohenberg-Krusemark.
Hohenberg wurde anschließend nur noch als Wohnplatz in Ortsverzeichnissen geführt.

### Einwohnerentwicklung
| Jahr | Dorf/Gemeinde |
| ---- | ------------- |
| 1744 | 047           |
| 1772 | 033           |
| 1790 | 081           |
| 1801 | 078           |
| 1818 | 196           |
| 1840 | 116           |

| Jahr | Gemeinde | Gutsbezirk |
| ---- | -------- | ---------- |
| 1798 | 46       | 036        |
| 1864 | 79       | 116        |
| 1871 | 82       | 101        |
| 1885 | 81       | 081        |
| 1892 | [0]153   | -          |
| 1895 | 71       | 79         |

| Jahr | Gemeinde | Gutsbezirk |
| ---- | -------- | ---------- |
| 1900 | [0]140   | -          |
| 1905 | 65       | 78         |
| 1910 | [0]134   | -          |

Quelle wenn nicht angegeben:

## Religion
Die evangelischen Christen aus Hohenberg gehörten früher zur Pfarrei Krusemark. Heute gehören sie zum Kirchspiel Krusemark-Goldbeck und werden betreut vom Pfarrbereich Klein Schwechten des Kirchenkreises Stendal im Propstsprengel Stendal-Magdeburg der Evangelischen Kirche in Mitteldeutschland.